# エンドゲーム (メガデスのアルバム)
『エンドゲーム』（原題：Endgame）は、アメリカのスラッシュメタルバンド・メガデスが2009年に発表した12作目のスタジオ・アルバムである。

## 概要
- 前作より、およそ2年振りのオリジナルアルバムである。
- 本作について、デイヴ・ムステインは「もうメガデスはダメだと思っている連中も注目せずにはいられないレコードになる」と語っている[1]。

## 収録曲
| 全作詞: デイヴ・ムステイン、全作曲: ムステイン（#8はムステインと、クリス・ブロデリックの共作、#9はムステインとショーン・ドローヴァーの共作）。 | |                    | |      |
| # | タイトル | 作詞               | 作曲・編曲                                                                                                   | 時間 |
| 1. | 「ダイアレティック・カオス - Dialectic Chaos」                                                                 | デイヴ・ムステイン | ムステイン（#8はムステインと、 クリス・ブロデリック の共作、#9はムステインと ショーン・ドローヴァー の共作） | 2:25 |
| 2. | 「ディス・デイ・ウィ・ファイト! - This Day We Fight!」                                                         | デイヴ・ムステイン | ムステイン（#8はムステインと、 クリス・ブロデリック の共作、#9はムステインと ショーン・ドローヴァー の共作） | 3:27 |
| 3. | 「44ミニッツ - 44 Minutes」                                                                                    | デイヴ・ムステイン | ムステイン（#8はムステインと、 クリス・ブロデリック の共作、#9はムステインと ショーン・ドローヴァー の共作） | 4:37 |
| 4. | 「1,320」 | デイヴ・ムステイン | ムステイン（#8はムステインと、 クリス・ブロデリック の共作、#9はムステインと ショーン・ドローヴァー の共作） | 3:49 |
| 5. | 「バイト・ザ・ハンド - Bite the Hand」                                                                         | デイヴ・ムステイン | ムステイン（#8はムステインと、 クリス・ブロデリック の共作、#9はムステインと ショーン・ドローヴァー の共作） | 4:01 |
| 6. | 「ボディーズ - Bodies」                                                                                        | デイヴ・ムステイン | ムステイン（#8はムステインと、 クリス・ブロデリック の共作、#9はムステインと ショーン・ドローヴァー の共作） | 3:34 |
| 7. | 「エンドゲーム - Endgame」                                                                                     | デイヴ・ムステイン | ムステイン（#8はムステインと、 クリス・ブロデリック の共作、#9はムステインと ショーン・ドローヴァー の共作） | 5:56 |
| 8. | 「ザ・ハーデスト・パート・オブ・レッティング・ゴー... - The Hardest Part of Letting Go... Sealed with a Kiss」 | デイヴ・ムステイン | ムステイン（#8はムステインと、 クリス・ブロデリック の共作、#9はムステインと ショーン・ドローヴァー の共作） | 4:41 |
| 9. | 「ヘッド・クラッシャー - Head Crusher」                                                                        | デイヴ・ムステイン | ムステイン（#8はムステインと、 クリス・ブロデリック の共作、#9はムステインと ショーン・ドローヴァー の共作） | 3:26 |
| 10. | 「ハウ・ザ・ストーリー・エンズ - How the Story Ends」                                                          | デイヴ・ムステイン | ムステイン（#8はムステインと、 クリス・ブロデリック の共作、#9はムステインと ショーン・ドローヴァー の共作） | 4:28 |
| 11. | 「ザ・ライト・トゥ・ゴー・インセイン - The Right to Go Insane」                                                | デイヴ・ムステイン | ムステイン（#8はムステインと、 クリス・ブロデリック の共作、#9はムステインと ショーン・ドローヴァー の共作） | 4:18 |
| 12. | 「ワシントン・イズ・ネクスト! （ライヴ） - Washington Is Next! [Live]」                                        | デイヴ・ムステイン | ムステイン（#8はムステインと、 クリス・ブロデリック の共作、#9はムステインと ショーン・ドローヴァー の共作） | 5:31 |
| 合計時間: | 合計時間: | 50:13              | |      |

## 参加ミュージシャン
- デイヴ・ムステイン - リード・ボーカル、リード・ギター、リズム・ギター。
- クリス・ブロデリック - リード・ギター、リズム・ギター、アコースティック・ギター。
- ジェイムズ・ロメンゾ - ベース・ギター。
- ショーン・ドローヴァー - ドラムス、パーカッション。

その他
- クリス・クレンシー（英語版） - バックアップ・コーラス。
- クリス・ロドリゲス（英語版） - バックアップ・コーラス。
- マーク・ニュービー・ロンソン - キーボード（#8）